# Nurgül Yeşilçay
Nurgul Yesilçay es una actriz de cine y televisión turca  conocida por su actuación en paramparça como Gülseren Sönmez y como la sultana Kosem en Muhteşem Yüzyıl Kösem

## Biografía
Finalizó sus estudios secundarios y de preparatoria en Esmirna. Luego, estudió drama en el conservatorio de la Universidad de Anatolia.
En 2001, tuvo su debut en la pantalla grande con la película Şellale, de Semir Arslanyürek.

## Filmografía

### Televisión
| Año       | Título                | Personaje       |
| --------- | --------------------- | --------------- |
| 1998-2001 | İkinci Bahar          | Gülsüm Meriç    |
| 2001      | 90-60-90              | Deniz           |
| 2002-2003 | Asmalı Konak          | Bahar Karadağ   |
| 2004-2005 | Melekler Adası        | Şerbet / Ayşe   |
| 2005-2006 | Belalı Baldız         | Arzu Parlak     |
| 2006-2007 | Ezo Gelin             | Ezo Gündoğdu    |
| 2010-2011 | Aşk ve Ceza           | Yasemin Üstün   |
| 2011-2012 | Sensiz Olmaz          | Feryal          |
| 2012      | Sultan                | Sultan          |
| 2013      | Bebek İşi             | Candan          |
| 2014      | Cinayet               | Zehra Kaya      |
| 2014-2016 | Paramparça            | Gülseren Sönmez |
| 2016-2017 | Muhteşem Yüzyıl Kösem | Kösem Sultan    |
| 2018-2019 | Gülperi               | Gülperi Çetin   |
| 2020-2021 | Kefaret               | Zeynep Gökmen   |

|2023 || Veda Mektubu || Alanur
|-

### Cine
| Año  | Título                       | Personaje           |
| ---- | ---------------------------- | ------------------- |
| 1998 | Herşey Çok Güzel Olacak      | Hemşire             |
| 2001 | Şellale                      | Nergis              |
| 2002 | Mumya Firarda                | Fatıma              |
| 2003 | Asmalı Konak: Hayat          | Bahar Karadağ       |
| 2004 | Anlat İstanbul               | Uyuyan Güzel Saliha |
| 2004 | Eğreti Gelin                 | Kostak Emine        |
| 2007 | Adem'in Trenleri             | Hacer               |
| 2007 | Yaşamın Kıyısında            | Ayten Öztürk        |
| 2008 | Vicdan                       | Aydanur             |
| 2009 | 7 Kocalı Hürmüz              | Hürmüz              |
| 2010 | Çınar Ağacı                  | Sonay               |
| 2013 | Aşk Kırmızı                  | Nazlıgül            |
| 2014 | Gece                         | Süsen               |
| 2014 | Pek Yakında                  | Hemşire             |
| 2015 | Köstebekgiller: Perili Orman | Köstepem            |
| 2016 | İkinci Şans                  | Yasemin             |